# Асколи Сатријано
Асколи Сатријано (итал. Ascoli Satriano) је насеље у Италији у округу Фођа, региону Апулија.
Према процени из 2011. у насељу је живело 5518 становника. Насеље се налази на надморској висини од 418 м.

## Становништво
Према резултатима пописа становништва 2011. у општини је живело 6.194 становника.
| 1931. | 1936. | 1951.  | 1961.  | 1971. | 1981. | 1991. | 2001. | 2011. |
| ----- | ----- | ------ | ------ | ----- | ----- | ----- | ----- | ----- |
| 9.961 | 8.421 | 11.761 | 11.966 | 8.401 | 7.240 | 6.842 | 6.373 | 6.194 |

## Партнерски градови
- Тузканија